# 1. divisjon 1968
L'edizione 1968 della 1. divisjon si svolse dal 25 aprile al 20 ottobre 1968 e vide la vittoria finale del Lyn.
Capocannoniere del torneo fu Odd Iversen (Rosenborg), con 30 reti, sei delle quali all'ultima giornata nel 7-2 contro il Vålerenga, stabilendo un record per la massima divisione norvegese eguagliato solo nel 1976 da Jan Fuglset.

## Classifica finale
|    | Classifica   | G  | V  | N | P  | GF | GS | Pt |
| -- | ------------ | -- | -- | - | -- | -- | -- | -- |
| 1  | Lyn          | 18 | 14 | 0 | 4  | 57 | 33 | 28 |
| 2  | Rosenborg    | 18 | 11 | 2 | 5  | 53 | 29 | 24 |
| 3  | Viking       | 18 | 9  | 3 | 6  | 34 | 32 | 21 |
| 4  | Strømsgodset | 18 | 9  | 1 | 8  | 48 | 27 | 19 |
| 5  | Brann        | 18 | 8  | 3 | 7  | 31 | 32 | 19 |
| 6  | Skeid        | 18 | 9  | 1 | 8  | 22 | 33 | 19 |
| 7  | Sarpsborg    | 18 | 5  | 5 | 8  | 14 | 25 | 15 |
| 8  | Fredrikstad  | 18 | 6  | 2 | 10 | 28 | 34 | 14 |
| 9  | Frigg        | 18 | 3  | 5 | 10 | 15 | 37 | 11 |
| 10 | Vålerengen   | 18 | 3  | 4 | 11 | 18 | 38 | 10 |

### Verdetti
- Lyn Campione di Norvegia 1968.
- Frigg e Vålerengen retrocesse in 2. divisjon.